# Эллиотт, Брук
Брук Эллиотт (англ. Brooke Elliott, род. 16 ноября 1974) — американская актриса и певица, наиболее известная по главной роли в телесериале «До смерти красива», где она снималась с 2009 по 2014 год.

## Биография
Брук Эллиотт родилась в Миннесоте. Впоследствии она переехала в Ривервью, штат Мичиган, где и окончила школу в 1993 году. Затем она окончила Университет Западного Мичигана со степенью бакалавра в 1998 году. В тот же период она работала официанткой, а в 1999 году дебютировала на Чикагской театральной сцене. Её первой крупной работой стала роль в национальном туре бродвейского мюзикла «Красавица и Чудовище».
В 2004 году Эллиотт дебютировала на бродвейской сцене в мюзикле «Табу», куда её взяла Рози О’Доннелл. После она выступала в национальном туре мюзикла «Злая», а после выступила в ещё одном крупном бродвейском шоу — «Королева пиратов» в 2007 году. На экране она дебютировала с небольшой роли в фильме 2000 года «Чего хотят женщины», а на телевидении появилась в эпизоде сериала «Закон и порядок: Суд присяжных» в 2005 году.
Эллиотт добилась наибольшей известности благодаря главной роли в сериале «До смерти красива». Она получила роль в шоу в начале 2009 года, не имея в своем резюме каких-либо крупных проектов на экране. На вопрос о выборе актрисы на главную роль погибшей фотомодели, которая вселяется в тело умного адвоката, продюсер сериала ответил, что «Мы хотели найти талантливую актрису, которая могла бы одинаково хорошо делать и комедию и драму, и Брук поразила нас на кастинге». Эллиот получила похвалу от критиков за свою игру, многие из которых называли актрису главным успехом шоу. Эллиотт номинировалась на премию «Спутник» за лучшую женскую роль в телевизионном сериале — комедия или мюзикл за первый сезон, а также считалась одним из главных кандидатов на соискание «Эмми» за лучшую женскую роль в комедийном телесериале в 2010 году. Тогда же она выиграла премию «Грейси» за лучшую женскую роль в комедийном телесериале. Шоу просуществовало шесть сезонов, вплоть до 2014 года.

## Работы
| Год       | Название на русском            | Название на английском     | Роль            | Примечания |
| --------- | ------------------------------ | -------------------------- | --------------- | --- |
| 2000      | Чего хотят женщины             | What Women Want            | Женщина в парке | |
| 2001-2003 | Красавица и Чудовище           | Beauty and the Beast       | Миссис Поттс    | Бродвейский мюзикл, национальный тур |
| 2003-2004 | Табу                           | Taboo                      | Большая Сью     | Бродвейский мюзикл |
| 2005      | Закон и порядок: Суд присяжных | Law & Order: Trial by Jury | Дениз Белл      | 1 эпизод |
| 2005      | Злая                           | Wicked                     | Мадам Баррбл    | Бродвейский мюзикл, национальный тур |
| 2006-2007 | Королева пиратов               | The Pirate Queen           | Маджелла        | Бродвейский мюзикл |
| 2009—2014 | До смерти красива              | Drop Dead Diva             | Джейн Бингам    | Главная роль, 78 эпизодов Премия «Грейси» за лучший прорыв года (2010) Номинация — Премия «Спутник» за лучшую женскую роль в телевизионном сериале — комедия или мюзикл (2009) Номинация — Премия «Призм» за лучшую женскую роль в комедийном сериале (2011) |